# Roman Vital
Roman Vital (* 29. Juli 1975 in Chur) ist ein Schweizer Filmemacher aus Arosa.

## Leben und Werk
Roman Vital wuchs als jüngstes von drei Kindern in Arosa auf. In seiner Jugend spielte er Eishockey beim EHC Arosa. Seine Mutter stammt aus Luzein, wo ihre Eltern sich von Italien herkommend niedergelassen haben. Vater Vincenz Vital, in Sent aufgewachsen, ist selbständiger Kaufmann und Vorgänger von Lorenzo Schmid als Aroser Gemeindepräsident.
Nach dem Besuch des Bündner Lehrerseminars in Chur widmete sich Roman Vital der Filmerei. Von 1996 bis 2000 studierte er Kommunikationswissenschaften und Journalistik an der Universität Freiburg. Zwischen 2001 und 2006 besuchte er die Filmakademie Baden-Württemberg, Fachrichtung Montage und Dokumentarfilm. Zusammen mit Andri Probst, dem Geschäftsführer von Arosa Kultur, und anderen betreibt er seit 2006 die Produktionsfirma klubkran Filmproduktion in Zürich. Zu den Produktionen dieses Labels mit Beteiligung Vitals gehören DVD-Titel wie Für dass ich lebe, Arosa isch Besser und Skischule Arosa. 2010 realisierte Roman Vital mit Stefan Jäger einen Doku-Beitrag zum Schloss Biberstein im Rahmen der Fernsehsendung SF bi de Lüt.
Vitals Dokumentarfilm Life in Paradise – Illegale in der Nachbarschaft aus dem Jahr 2013, der im Asyl-Ausreisezentrum Flüeli in Valzeina spielt, gewann in Paris am Festival international du film des droits de l’homme den Spezialpreis der Jury sowie den erstmals vergebenen Grossen Preis des Flüchtlingshilfswerks der Vereinten Nationen (UNHCR). Die Produktion des Streifens kostete rund 300.000 Franken, wobei 140.000 von dritter Seite stammten; der Rest wurde privat finanziert. Das Schweizer Fernsehen zeigte den Film am 15. Mai 2014.

## Auszeichnungen
- 2020: LOS ausgewählt in der Sektion New Frontier am Sundance Film Festival
- 2015: Publikumspreis am internationalen Filmfestival in Trient für den besten langen Dokumentarfilm für «Life in Paradise»
- 2015: Spezialpreis der Jury “MUSEO DEGLI USI E COSTUMI DELLA GENTE TRENTINA” für «Life in Paradise» am internationalen Filmfestival in Trient
- 2014: Grand Prix UNHCR am internationalen Filmfestival droits de l’homme Paris für «Life in Paradise»
- 2014: Special Price Jury am internationalen Filmfestival droits de l’homme Paris für «Life in Paradise»
- 2010: Förderpreis des Kantons Graubünden
- 2010  Gewinner des «best environmental feature» am Mountain Filmfestival Mammoth (USA) für «Arosa isch besser»

## Filmografie (Auswahl)
- 2020: LOS (VR-Film)
- 2014: René Live – Mensch gegen Maschine (Dokumentarfilm)
- 2013: Life in Paradise (Kino-Dokumentarfilm)
- 2011: SF bi de Lüt – Das kleine Paradies (Doku-Serie für SF mit Stefan Jäger)
- 2010: SF bi de Lüt – Schloss Biberstein (Doku-Serie für SF mit Stefan Jäger)
- 2008: Arosa isch besser (Dokumentarfilm)

## Varia
Roman Vital verfügt über eine Iris-Heterochromie: Sein rechtes Auge ist blau, das andere braun.